# Архитектура Бутана

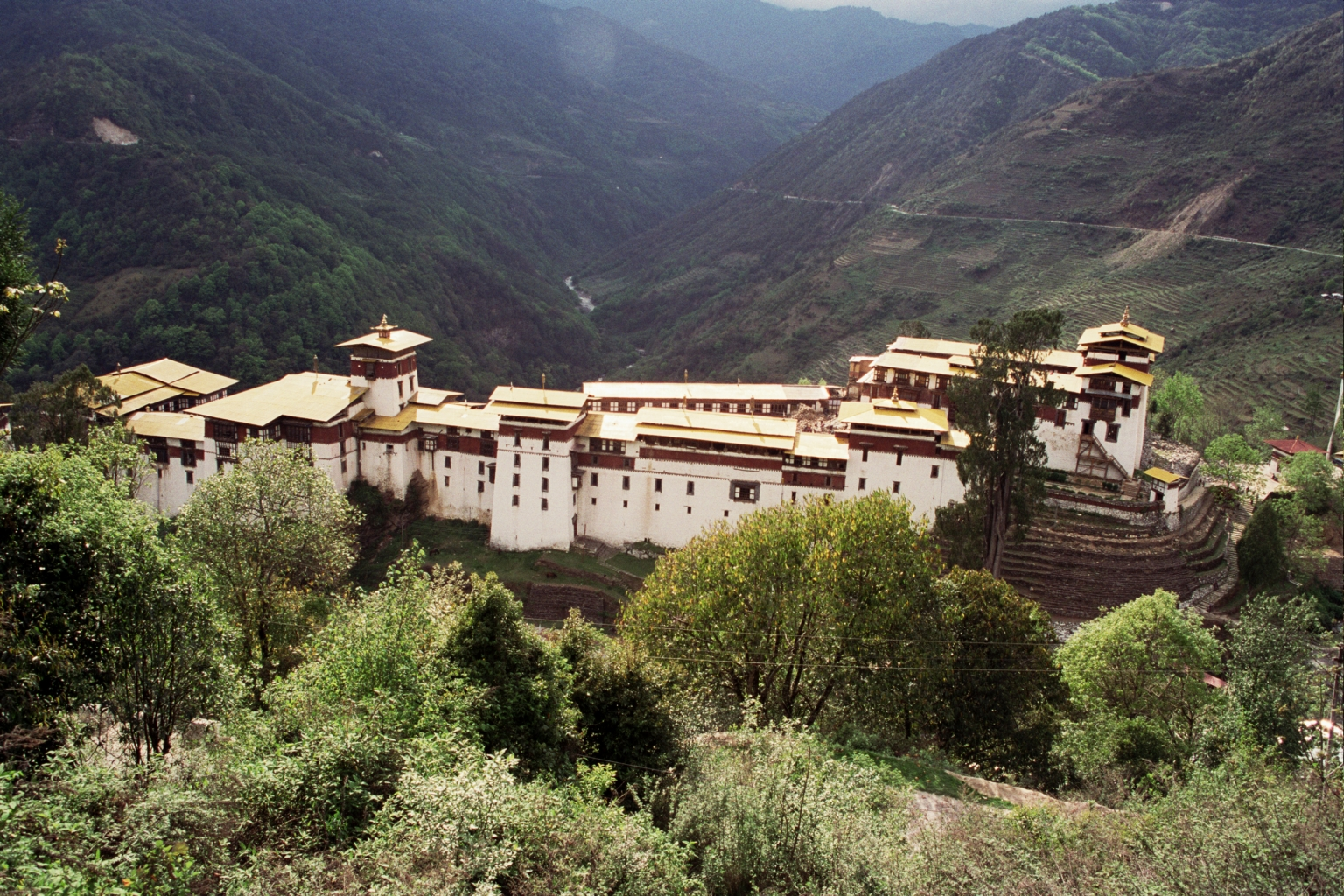
Тронгса-Дзонг крупнейший Дзонг, крепость в Бутане

Архитектура Бутана, как и всё его искусство, формировалась и совершенствовалась под заметным влиянием ламаизма.
На протяжении всей своей истории Бутан в основном следовал тибетской традиции буддийской архитектуры.
Наиболее распространённым видом культовых сооружений является дзонг.
Дзонги появились в 17 веке и представляли собой каменные монастыри-крепости. Во внутренней части дзонга имеется квадратный или прямоугольный двор с 3-ярусной башней, вокруг двора расположены храмы и административные здания. В качестве примеров можно привести Другьел-дзонг в городе Паро, Пунакха-дзонг в городе Пунакха. Отделка храмовых построек лаконична, для неё характерны полосы, выполненные красной краской и орнаменты из золота вокруг дверных порталов и на краях стен.
Дзонги используются как военные укрепления, монастыри, университеты, центры управления и культурные центры. В дзонгах проводятся ежегодные религиозные праздники цечу.
Для гражданской архитектуры Бутана характерны национальные традиции, заметные в застройке города Тхимпху.

## Традиционная архитектура

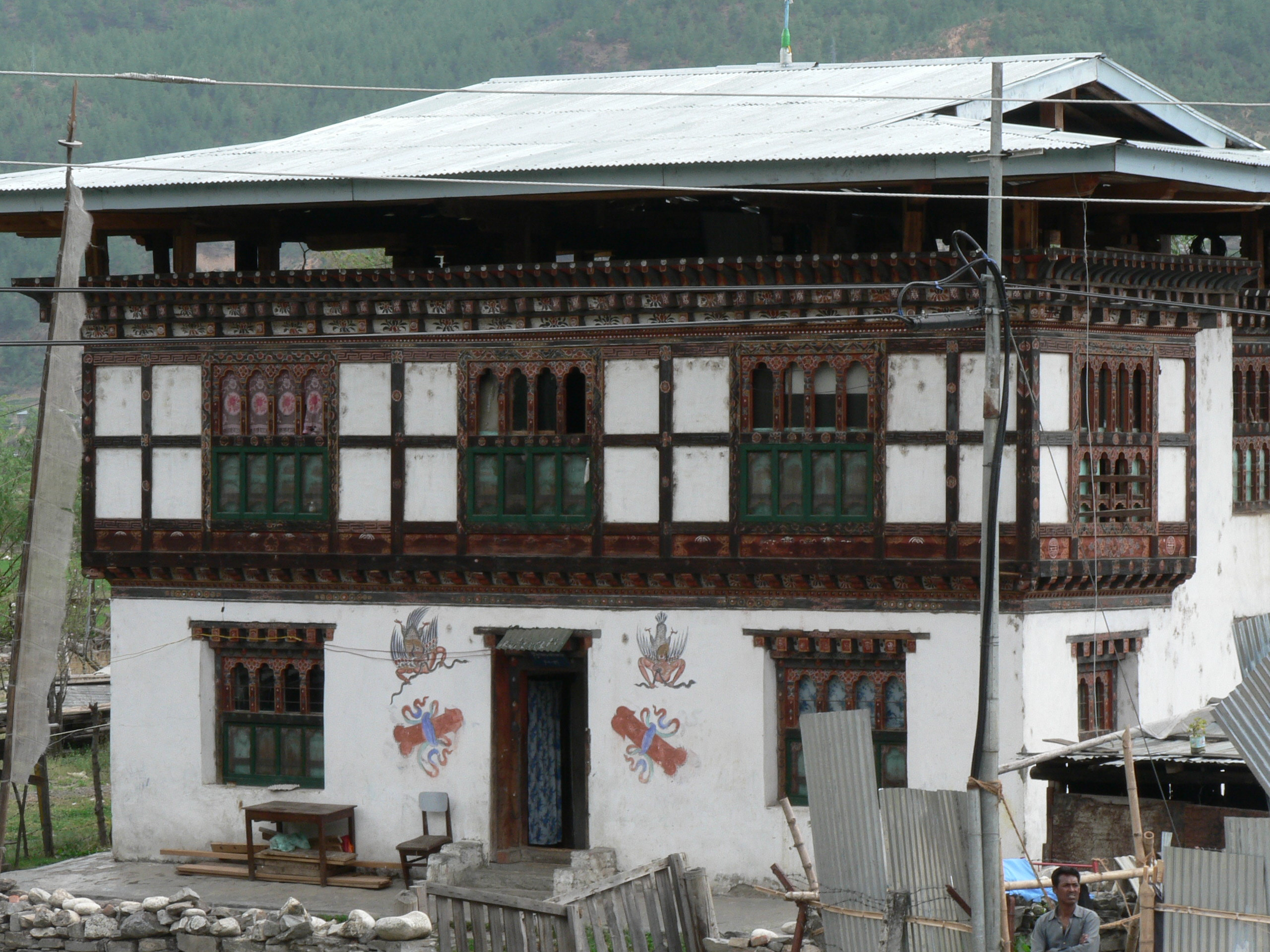
Бутанский дом в Паро с разноцветной древесиной на фасаде, малыми арочными окнами и покатой крышей

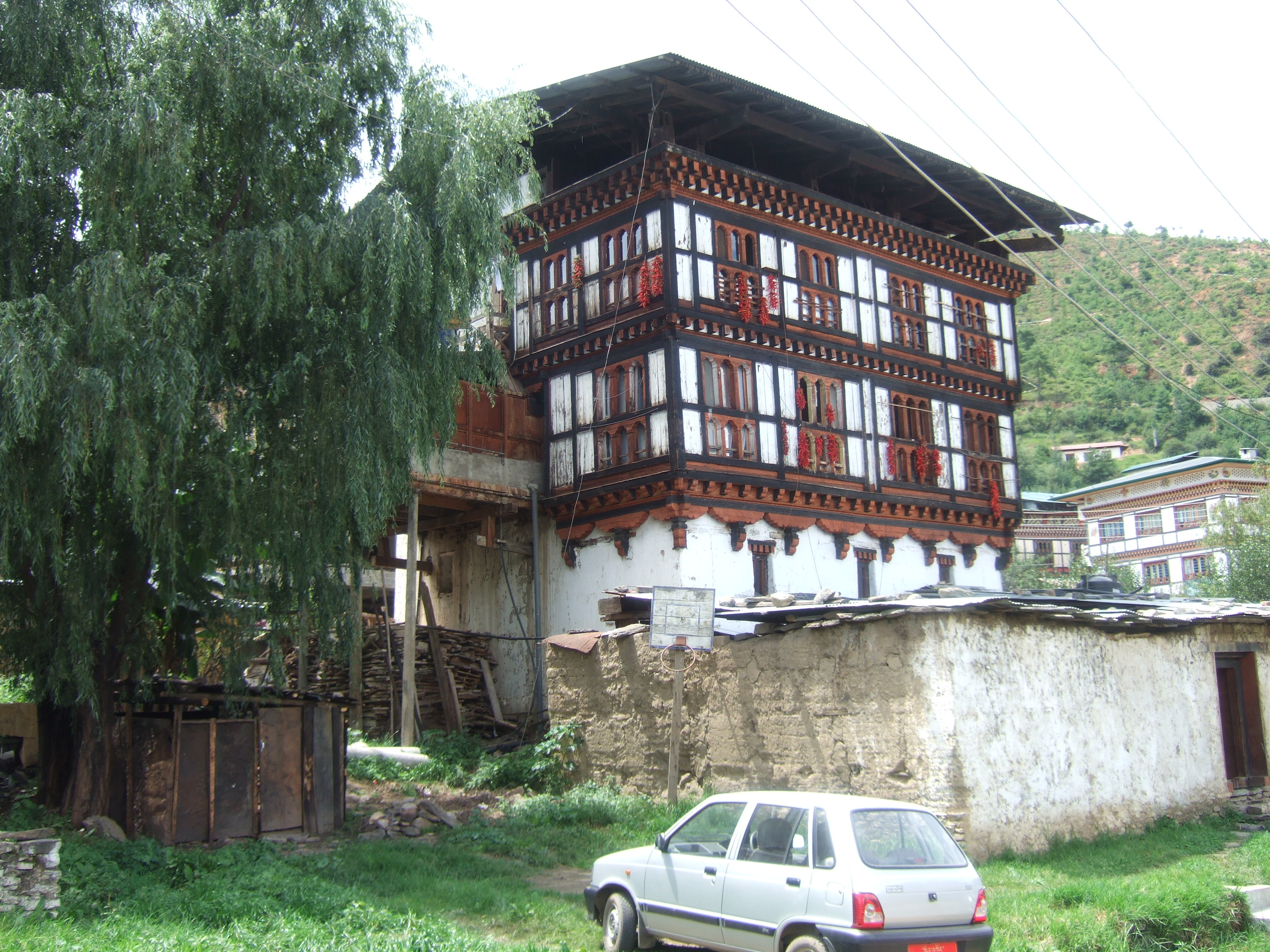
Старый дом в Каваджантса, Тхимпху,

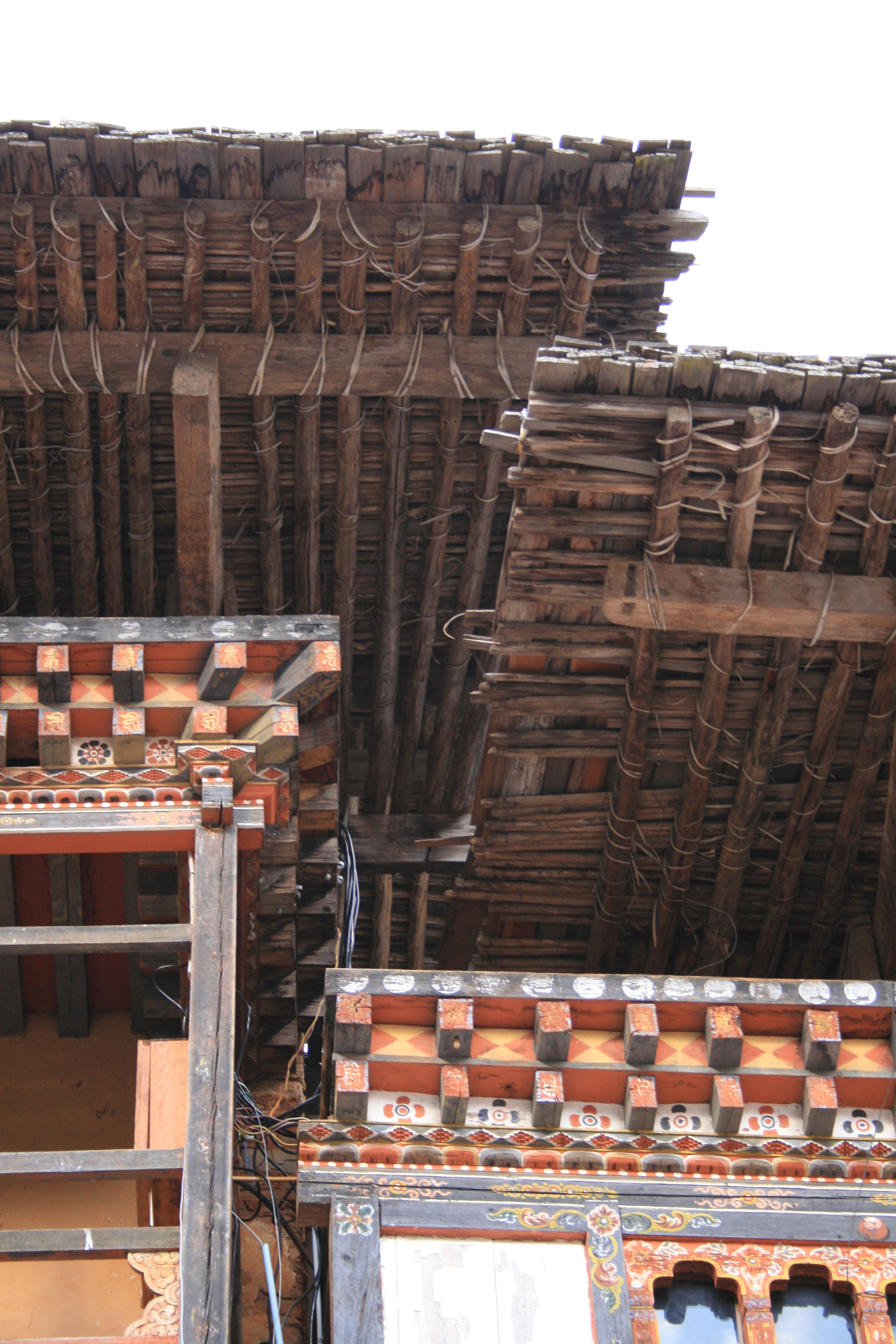
Конструкция крыши в Тронгса Дзонг

Дриглам Намжа закрепляет традиционные правила для построения дзонгов, а также обычных зданий. Под руководством вдохновенного ламы крепость построена гражданами, которые исторически участвовали в качестве налогоплательщиков перед государством. Однако, современные традиционные структуры построены наёмными работниками, что ограничивает возможности правительства по ремонту и сохранению дзонгов.
Традиционная архитектура остаётся живой в Бутане. Совсем недавно, в 1998 году, с королевским указом, все здания должны необходимо было построить  с разноцветными деревянными фасадами, малыми арочными окнами и наклонными крышами. Традиционные западные бутановые структуры часто делаются из деревянных каркасов и земляного материала, а именно, плетня и мазка внутренних стен, наружных стен из утрамбованной земли, а также из камня и земляных подпорных стен. Планы не составляются, гвозди или железные прутья не разрешены в строительстве. Многие традиционные постройки украшены свастикой и фаллическими картинами.
Властные особняки западного Бутана (Бумтанг, Паро, и Тронгса) появились в конце 19-го века в период относительного затишья. Как и дзонги, это многоэтажные здания, напоминающие шале, хотя дома имеют больше окон. На верхних этажах жилых домов, как правило, была часовня где располагались картины, статуи и религиозная литература.
Архитектура обычных домов варьируется в зависимости от местоположения и высоты. В южных низких высотах распространены бамбуковые здания с соломенной крышей; здания превращаются в простые каменные сооружения на больших высотах. Двухэтажные здания, напоминающие дворянские особняки, но меньшего размера распрострвнены по всему западному Бутану. Как и в особняках, верхние этажи часто отведены под часовни. Чердаки,утеплённые бамбуковыми циновками и сеном, часто служат для сушки шкур животных и перца чили.
Как и в случае с большинством зданий, стены обычных домов на западе чаще всего представляют из себя утрамбованные земляные стены, забитые в деревянные рамы на срок до недели и обмазанные известью. Глинобитные стены можно оставить в естественном цвете или побелить.
Более влажные восточные стены долины Бутана представляют собой крутые узкие овраги с поселениями, вырытыми прямо в склонах гор. В этих регионах стены чаще сделаны из камня, в отличие от утрамбованной земли, распространённой на западе.
Двери бутанских домов обычно имеют шпунтовую конструкцию и крепятся на пару деревянных колышков. Как правило, окна меньшего размера встроены в нижние этажи, а окна большего размера — в верхние этажи, чтобы повысить прочность конструкции. Окна чаще всего украшают изогнутым мотивом трилистника (хоржинга). Покатые деревянные черепичные крыши скатные, но без водосточных желобов; существует растущая тенденция к металлической черепице из-за её долговечности. Традиционные крыши украшает деревянный карниз. Обычно между крышей и стенами оставляют большое пространство для прохода воздуха. 
Внутренние лестницы по возможности вырезаются из цельных стволов.

## Архитектура дзонгов

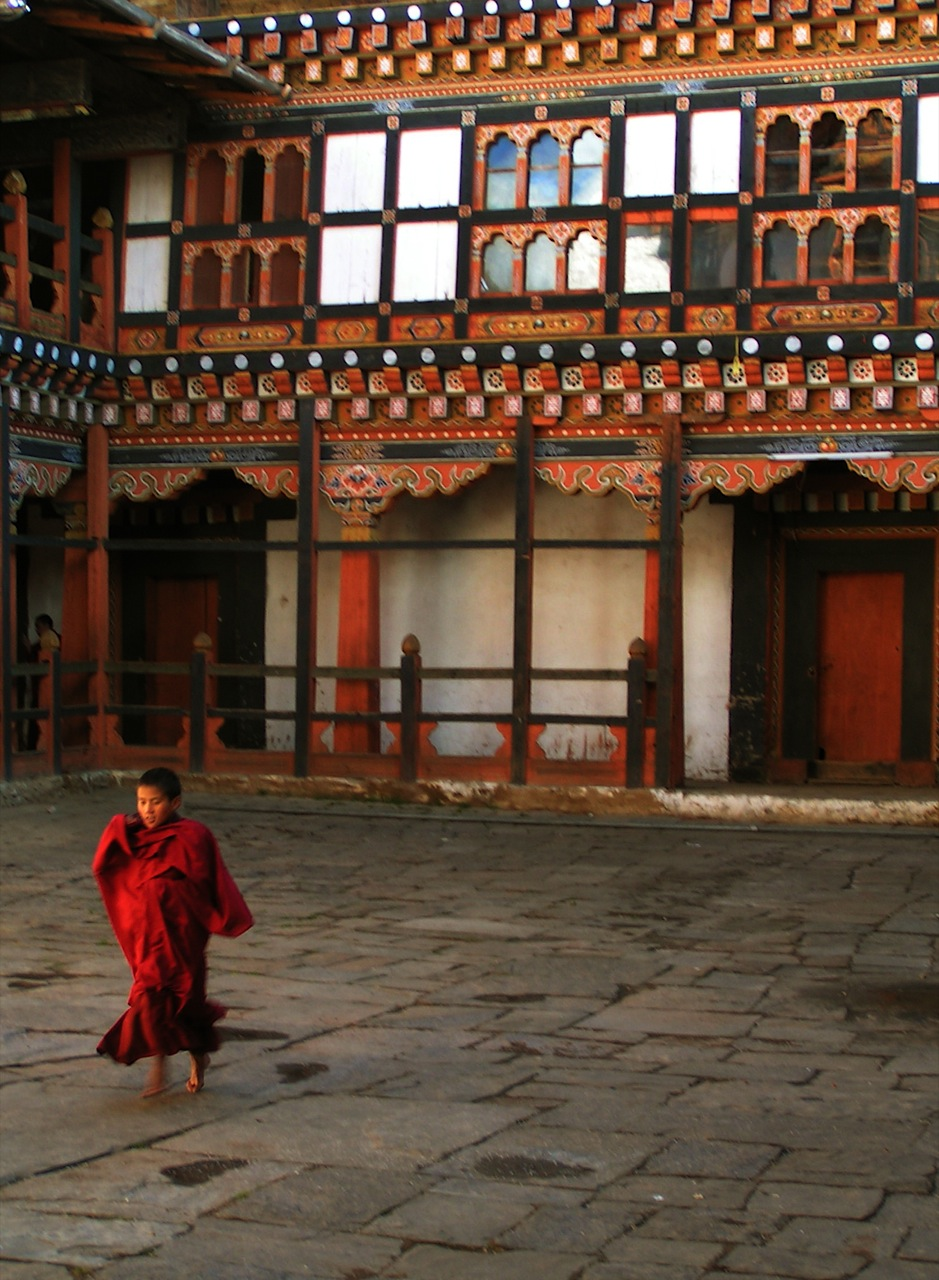
Двор Тронгса Дзонг

Архитектура дзонгов в Бутане достигла своего апогея в 17 веке под руководством великого ламы Шабдрунг Нгаванг Намгьял. Дзонги хорошо расположены, для их использования в качестве крепостей. Дзонги часто строились на вершинах холмов или горных отрогах, или рядом с важными ручьями.
Дзонги состоят из тяжёлых каменных навесных стен, окружающих один или несколько дворов. Комнаты внутри дзонга обычно отводятся наполовину для административных функций (таких как офис пенлопа или губернатора), а наполовину - для религиозных функций, в первую очередь для храма и жилья для монахов. Это разделение между административными и религиозными функциями отражает идеализированную двойственность власти между религиозной и административной ветвями власти. 
Исторически дзонги возводились гражданами в рамках налоговых обязательств перед государством под руководством лам. Сегодня для строительства и ремонта нанимают рабочих, что затрудняет сохранение этих сооружений из-за высоких затрат.  

## Религиозная архитектура

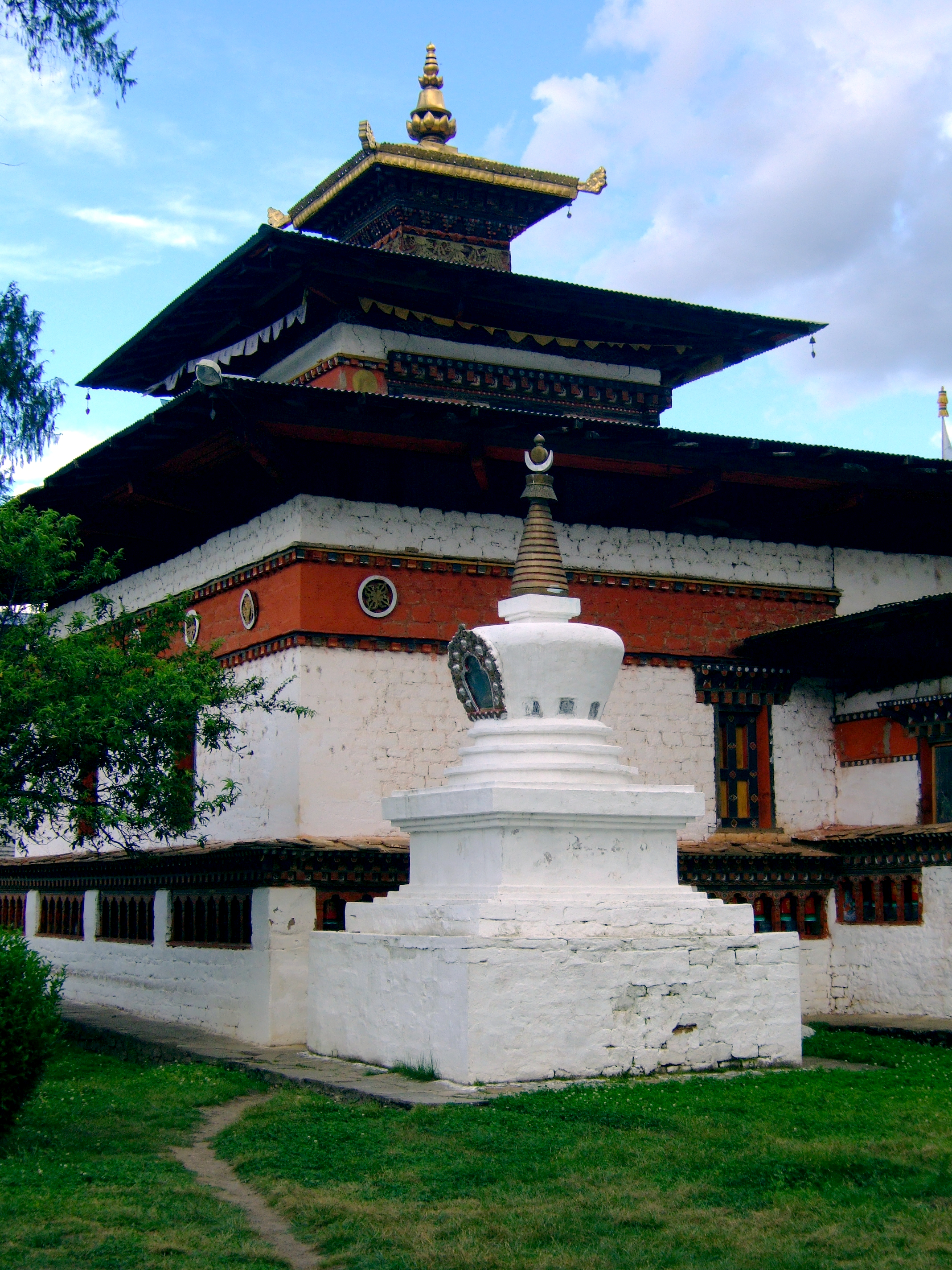
Кьичу-Лакханг и чортен, Паро

Буддийские храмы (лакханг) в Бутане часто представляют собой относительно простые одноэтажные строения, окружающие внутренний двор. Большинство из них также имеют высокие пороги. Их часто украшают красной полосой вдоль верхних стен и позолоченными медными крышами. Иногда у входа есть прихожая. 
Внутренние стены и актовые залы бутанских храмов украшены росписью и аппликацией, фресками и росписями. Преобладают религиозные темы, особенно жизнь Будды, легенды о Гуру Падмасамбхаве и божествах-покровителях. 
Монастыри (гонпа, гоенпа) следуют двум архитектурным традициям: кластерной и дзонг. Типы кластеров представляют старейшую традицию монастырской архитектуры в Бутане, в которой один или два храма окружены кластерами жилья для монахов. 
Чортены, вместилища поклонения, похожие на ступы, усеивают землю. Паломники и местные жители обходят чортены, чтобы заработать заслуги. Большие бутанские чортены с куполами высечены из камня и побелены в непальском стиле. Меньшие расклешенные чортены в тибетском стиле встречаются в восточном и центральном Бутане и часто сопровождаются защитной деревянной надстройкой. Традиционный бутанский стиль представляет собой квадратную каменную колонну с кхемаром наверху, иногда сопровождаемую шаром и полумесяцем, изображающими солнце и луну. Этот местный стиль представляет собой своего рода уменьшенную форму классической ступы. Ещё один стиль чортен держится на двух столпах, под которыми люди проходят, чтобы получить заслуги. 

## Мосты

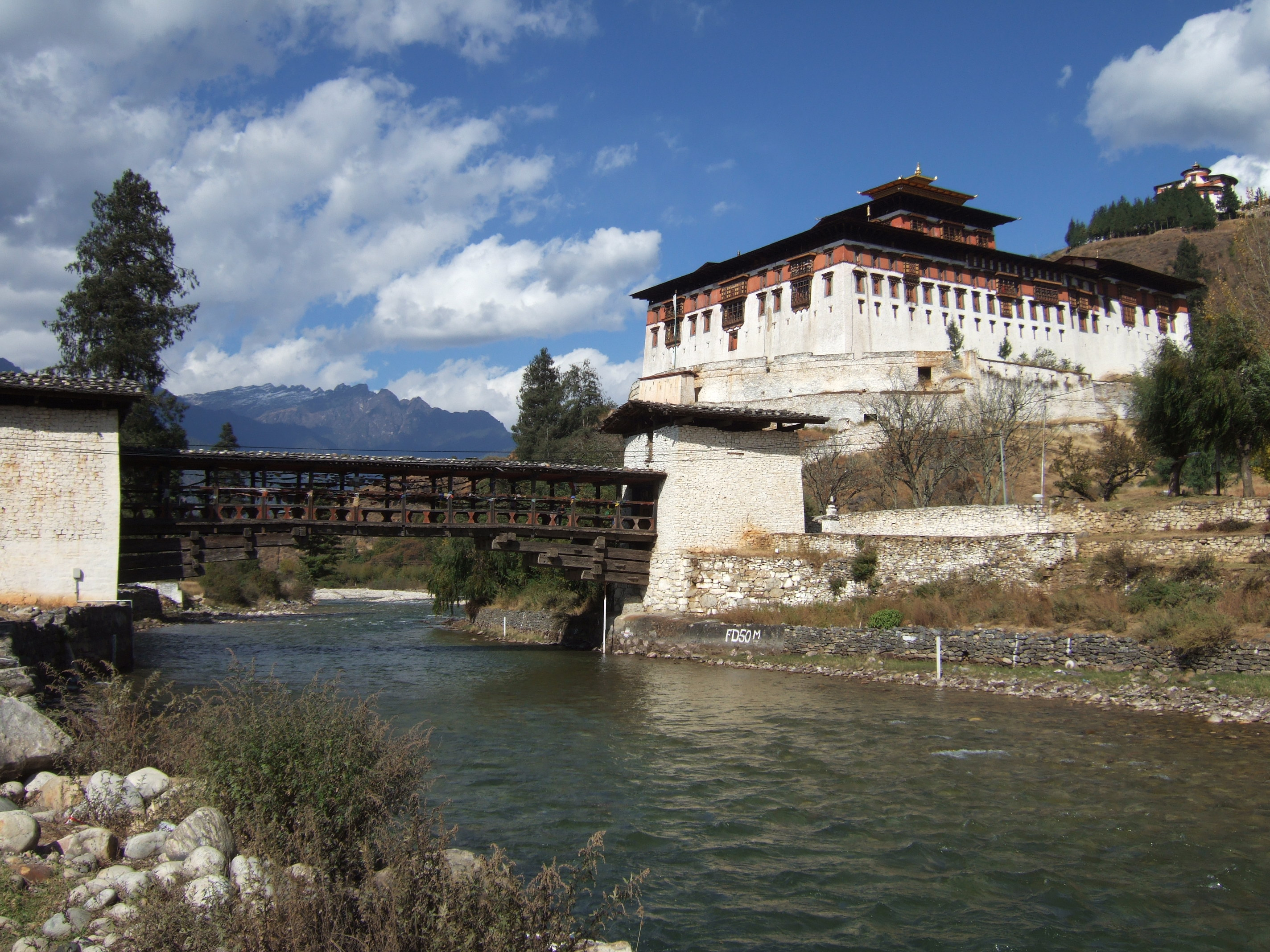
Консольный мост через Па Чху в Паро Римпунг Дзонг

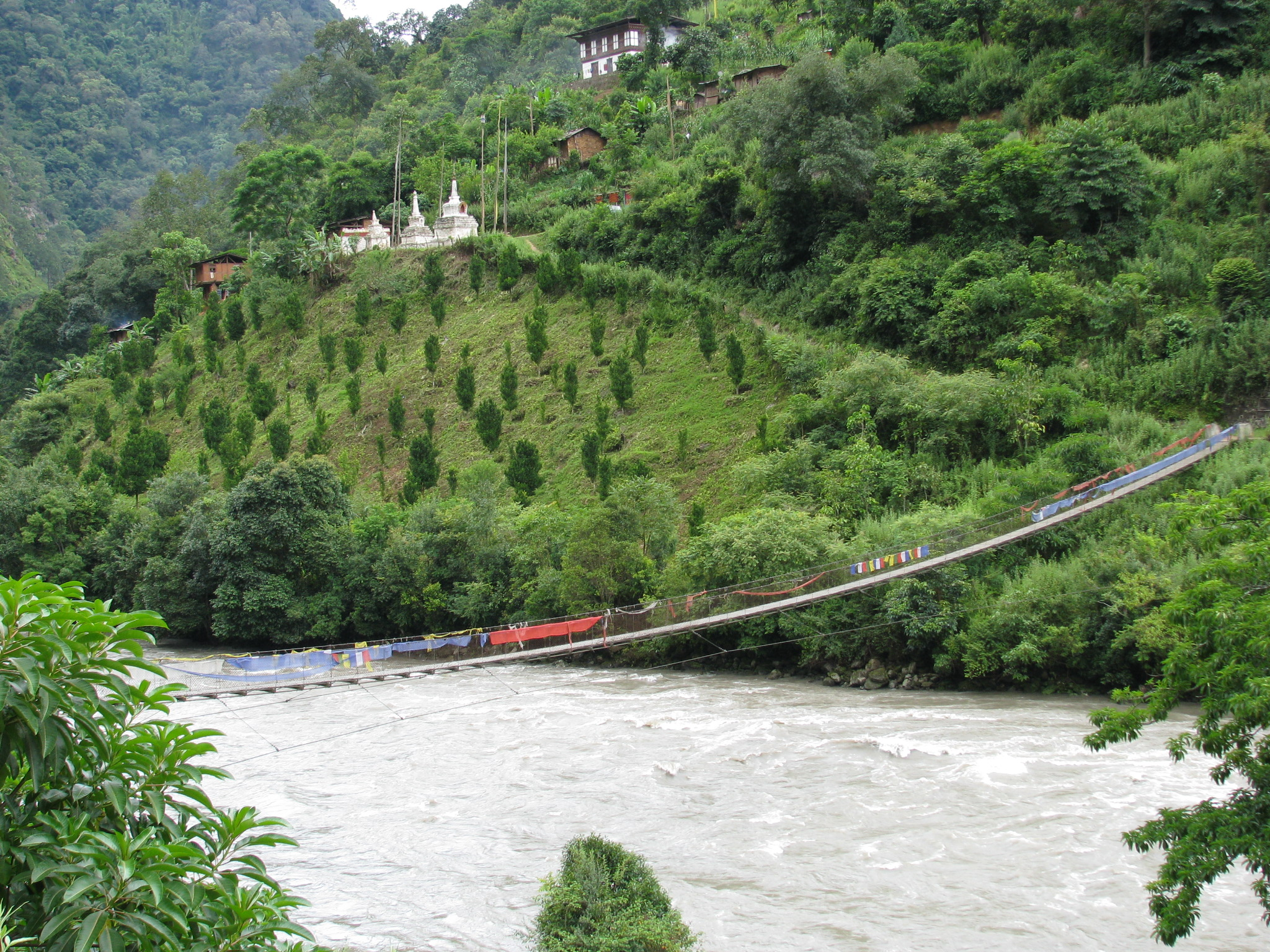
Подвесной мост через Куру-Чу

Горная местность Бутана с крутыми ущельями и бурными реками сделала мосты важной частью инфраструктуры. Самыми традиционными мостами Бутана являются его консольные мосты, однако в королевстве также есть несколько больших подвесных мостов.
Бутанские консольные мосты представляют собой совокупность массивных взаимосвязанных деревянных конструкций, образующих единый мост. Эти древние мосты веками поддерживали движение людей, животных и всё более промышленного транспорта. 